# Stanisław Dygasiewicz
Stanisław Dygasiewicz (ur. 12 maja 1927 w Dobrzyniu nad Drwęcą, zm. 9 czerwca 2016) – polski działacz turystyczny, Członek Honorowy PTTK.

## Życiorys
Od 1960 był członkiem Polskiego Towarzystwa Turystyczno-Krajoznawczego. Założyciel oraz prezes pierwszego Koła PTTK, a później Oddziału PTTK w Wąbrzeźnie oraz współzałożyciel i prezes Regionalnego Oddziału PTTK "Szlak Brdy" w Bydgoszczy. W ramach PTTK pełnił między innymi funkcję prezesa Okręgowej Komisji Rewizyjnej PTTK w Bydgoszczy, wiceprezesa Zarządu Okręgu oraz Zarządu Wojewódzkiego PTTK w Bydgoszczy. W latach 1968–2005 zasiadał również w Głównej Komisji Rewizyjnej PTTK piastując między innymi funkcję sekretarza, wiceprezesa oraz prezesa.
Spoczywa na cmentarzu parafialnym w Rynarzewie.

## Wybrane odznaczenia
- Krzyż Kawalerski Orderu Odrodzenia Polski[2],
- Złota Odznaka Zasłużony Działacz Turystyki[2],
- Odznaka „Zasłużony Działacz Kultury”[2],
- Honorowa Odznaka Zasłużony dla Miasta Bydgoszczy[2],
- Honorowa Odznaka Za zasługi dla Województwa Bydgoskiego[2],
- Złota Honorowa Odznaka PTTK[2]